# Rødgrød med fløde
Rødgrød med fløde (pol. czerwona kaszka/owsianka ze śmietaną) – duński deser, rodzaj kisielu owocowego.

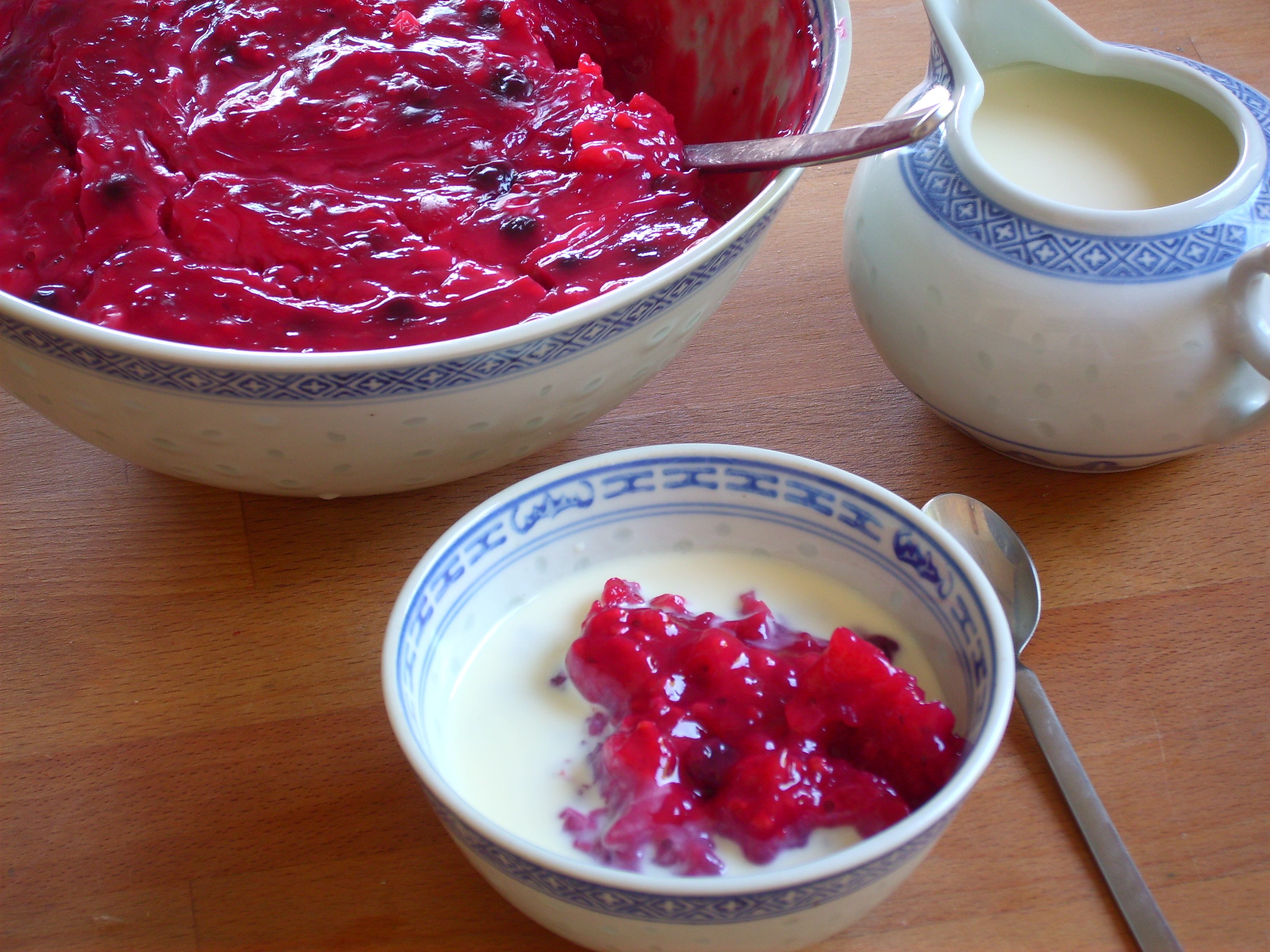
Deser rødgrød med fløde.

Do rødgrød med fløde używa się kilku rodzajów miękkich owoców – czarnych i czerwonych porzeczek, truskawek oraz malin, które poddaje się krótkiemu gotowaniu, następnie po zagęszczeniu mąką ziemniaczaną schładza się i podaje ze śmietaną.

## Wymowa
Nazwa deseru jest trudna do wymówienia dla cudzoziemców z uwagi na stød (rodzaj zwarcia krtaniowego), tylnego /r/, samogłoski ø i dźwięku /ð/. Z tego powodu wyrażenie było szyboletem – frazą, po wymowie której można było identyfikować cudzoziemców. Istnieje legenda, że po II wojnie światowej amerykańskim żołnierzom w Kopenhadze, którzy chcieli nawiązać bliższą znajomość z tamtejszymi kobietami, mówiono, że „kocham cię” po duńsku to rødgrød med fløde.
Istnieje również wersja, iż duńskie służby graniczne podczas II wojny światowej kazały przyjeżdżającym powtarzać tę frazę, by wychwycić niemieckich szpiegów.